# Der rote Korsar (Film)
Der rote Korsar ist ein US-amerikanischer Piratenfilm, der im Jahr 1952 unter der Regie von Robert Siodmak entstanden ist.
Hauptdarsteller ist Burt Lancaster als Piratenkapitän Vallo. Der Film spielt im späten 18. Jahrhundert in der Karibik auf den und um die fiktiven Inseln Cobra und San Pero.

## Handlung
Im späten 18. Jahrhundert kapert Kapitän Vallo, bekannt als „der rote Korsar“, mit seiner Mannschaft in der Karibik eine Fregatte der königlichen Marine. Mit dem Schiff reist Baron Gruda, des Königs Sonderbeauftragter, zur Insel Cobra, um eine Rebellion gegen des Königs Herrschaft niederzuschlagen.
Vallo beabsichtigt, die auf dem Schiff erbeuteten Waffen an El Libre zu verkaufen, den Rebellionsführer. Gruda bietet daraufhin an, Vallo zu bezahlen, wenn er El Libre gefangen nimmt und ihm übergibt. Vallo geht darauf ein, behält aber das gekaperte Schiff. Gruda und seine Mannschaft müssen auf das alte Piratenschiff wechseln. Während einige Piraten beklagen, dieser Handel sei kein Piratentum, lenken sie doch schnell ein, als sie erfahren, wie viel Geld dabei in Aussicht steht.
Sie segeln nach Cobra, wo Vallo mit seinem ersten Offizier Ojo an Land geht, um die Rebellen zu treffen. Diese werden von Pablo Murphy und Consuelo geführt, der Tochter von El Libre. Die Piraten erfahren, dass El Libre in einem Gefängnis auf der Insel San Pero gefangen gehalten wird.
Doch das Treffen wird von der königlichen Garde gestört. Consuelo, Vallo und Ojo können auf das Piratenschiff fliehen. Vallo erzählt der Mannschaft, er wolle El Libre retten, während Consuelo glaubt, er sei nur daran interessiert, die Waffen zu verkaufen. Sie verspricht, dass er das Geld bekomme.
Sie segeln nach San Pero. Dort verkleidet Vallo sich als Baron Gruda und nimmt mit Ojo und Consuelo an einem Empfang zu Ehren Grudas teil, veranstaltet vom Obersten der auf der Insel stationierten Garnison. Der Oberst präsentiert seinen Gästen El Libre und einen anderen gefangenen Rebellen: Professor Elihu Prudence. Vallo ordnet an, die Gefangenen in seine Obhut zu übergeben, um daraufhin den Empfang überstürzt zu verlassen, da ihn jemand als den falschen Gruda erkannt hat. Mit den befreiten Gefangenen an Bord ihres Schiffes steuern sie Cobra an.
Consuelo ist Vallo dankbar für die Rettung ihres Vaters, ist aber bestürzt, als sie herausfindet, dass Vallo die Rebellen an Gruda verkaufen möchte. Der stumme Ojo deutet an, dass Vallo in Consuelo verliebt sei. Dieser weist das von sich, entscheidet jedoch, die Rebellen freizulassen, anstatt sie an Gruda zu verkaufen. Consuelo bittet Vallo, mit ihnen zu kommen, aber er lehnt ab. Dieses Gespräch wird von Bootsmaat Humble Bellows belauscht, der sich daraufhin gegen Vallo verschwört und Gruda eine diesbezügliche Nachricht zukommen lässt.
Auf Cobra lässt Vallo den Rebellenführer und seine Tochter frei, aber die königliche Garde wartet bereits. El Libre wird getötet und Consuelo gefangen genommen. Die Piraten meutern gegen Vallo, und Humble Bellows wird zum neuen Kapitän ernannt. Vallo, Ojo und der Professor werden in einem Boot angekettet und ohne Vorräte auf dem Meer ausgesetzt.
Gruda schlägt einen Umtrunk vor und spendiert ein Fass Rum. Die Piraten betrinken sich und werden so außer Gefecht gesetzt, worauf sie von den Soldaten gefangen genommen werden.
Gruda bestimmt, dass Consuelo den Gouverneur von Cobra, Herman, zu heiraten hat, andernfalls werde er die Bevölkerung von Cobra töten lassen. Consuelo erklärt sich gezwungenermaßen einverstanden und Gruda gibt das Datum der Hochzeit bekannt mit der Auflage, dass die gesamte Bevölkerung teilzunehmen hat.
Indessen gelingt es Vallo, Ojo und dem Professor, ihr Schicksal zu wenden, indem sie das Boot umkippen, auf den Meeresgrund sinken und zu Fuß nach Cobra zurückmarschieren, den Kopf zum Atmen in der Luftblase des umgedrehten Bootes. Nachdem sie auf der Insel angekommen sind und sich dort der erneuten Gefangennahme durch die Wachen entziehen können, schließen sie sich den Rebellen an. Sie erfahren von der bevorstehenden Hochzeit. Vallo möchte Consuelo retten, aber das ist nur mit Hilfe der Bevölkerung möglich. Unter Leitung des Professors werden neuartige Waffen gebaut und deren Bedienung trainiert: Nitroglycerinbomben, Panzer, Flammenwerfer, ein U-Boot und ein Heißluftballon. Am Tage der Hochzeit greifen die Einwohner Grudas Soldaten an. Gruda gelingt die Flucht auf sein ursprüngliches Schiff mit Consuelo als Geisel. Vallo und Ojo folgen mit dem Heißluftballon. Sie machen ihr altes Schiff ausfindig, befreien die gefangenen Piraten und folgen dann Grudas Schiff. Indem sie unter dem Kiel von Grudas Fregatte durchtauchen, können sie die Soldaten überraschen. Sie entern das Schiff und besiegen die Soldaten, wobei Gruda von Vallo getötet wird. Schließlich kommen Consuelo und Vallo zusammen.

## Produktionshintergrund
Ein erster Drehbuchentwurf stammte zunächst von Waldo Salt, doch der wurde in der McCarthy-Ära des Kommunismus bezichtigt, was es für die Filmproduzenten gefährlich machte, ihn zu beschäftigen. Daraufhin verfasste Roland Kibbee einen zweiten Drehbuchentwurf, der schließlich angenommen wurde. Doch auch dieser wurde noch stark überarbeitet, wie sich Christopher Lee – der hier als finsterer Militärattache eine seiner frühen Filmrollen hatte – in seiner Autobiografie Tall, Dark and Gruesome erinnerte: Kibbees Drehbuch sah ursprünglich einen ernsten bis traurigen Film vor, wurde dann aber von Regisseur Robert Siodmak in achtundvierzig Stunden zu einer Abenteuerkomödie umgeschrieben. Ungewöhnlicherweise beginnt der Film mit der Ansprache des Hauptdarstellers an das Publikum, der sie auf sein Piratenschiff einlädt: „Believe what you see – no, believe half of what you see!“ (Glaubt nur, was Ihr seht – nein, glaubt nicht einmal die Hälfte davon!)
Ein Element des Films sind die Stunts von Lancaster und Cravat. Die beiden Jugendfreunde waren in den 1930er-Jahren als Artistenduo „Lang and Cravat“ gemeinsam im Zirkus aufgetreten, in den 1950er-Jahren drehten sie dann gemeinsam mehrere Filme. Wie bereits im zwei Jahre zuvor gedrehten Der Rebell (1950) war die Rolle von Cravat dabei stumm. Grund war sein starker, unüberwindbarer Brooklyn-Akzent, der in historischen Abenteuerfilmen wie Der Rebell und Der rote Korsar völlig fehl am Platze gewesen wäre.
Die Außenaufnahmen für den Film wurden auf der Insel Ischia und in der Bucht von Neapel gedreht.
Der Film spielt zeitlich zwischen 1783 und 1800, da von „einem Schiff, das von einem luftgefüllten Ballon über Frankreich getragen wurde“ die Rede ist. Die Gebrüder Montgolfier ließen 1783 den ersten Ballon fliegen. Es sind mehrere Anachronismen im Film erkennbar:
- Der Film spielt im späten 18. Jahrhundert, Nitroglycerin kommt aber erst ab Mitte des 19. Jahrhunderts vor.
- Bei einer Einstellung ist im Hintergrund ein modernes Passagierschiff zu erkennen (auf DVD bei 1 Std. 7 Min. 40 Sek).
- In einer anderen Einstellung wird von einem Schiff aus ein auf dieses zufahrendes Ruderboot mit dem Fernrohr beobachtet, in der Einstellung durch das Fernrohr ist es aber von hinten zu sehen (bei ca. 32:00 min).

## Synchronisation
Die deutsche Synchronfassung für Der rote Korsar entstand 1952 bei der Deutschen Mondial Film GmbH.
| Rolle                         | Schauspieler     | Dt. Synchronstimme  |
| ----------------------------- | ---------------- | ------------------- |
| Kapitän Vallo                 | Burt Lancaster   | Horst Niendorf      |
| Consuelo                      | Eva Bartok       | Edith Schneider     |
| Baron Jose Gruda              | Leslie Bradley   | Curt Ackermann      |
| Humble Bellows, Steuermann    | Torin Thatcher   | Eduard Wandrey      |
| Professor Elihu Prudence      | James Hayter     | Hans Emons          |
| Pablo Morillo                 | Noel Purcell     | Walther Suessenguth |
| Militärattache Joseph         | Christopher Lee  | Siegmar Schneider   |
| Garnisons-Oberst auf San Pero | Frank Pettingell | Alfred Balthoff     |

## Kritiken
Bis heute wird Der rote Korsar von der Filmkritik zumeist sehr positiv bewertet.
Cinema schrieb anerkennend: „Robert Siodmaks Abenteuer gilt nicht ohne Grund als der wegweisende Piratenfilm schlechthin. Üppige Ausstattung, farbenfrohe Bilder, rasante Kampfszenen und ein gesunder Sinn für Selbstironie sorgen für Unterhaltung auf höchstem Niveau. Dagegen ist gar „Fluch der Karibik“ schnarchig“. Auch die Fernsehzeitschrift Prisma zeigte sich positiv: „Der rote Korsar zählt zu den unverwüstlichen Klassikern des Abenteuerfilms. Der deutsche Regisseur Robert Siodmak traf darin genau den richtigen Ton, um turbulente Action, köstlichen Klamauk und heißblütige Hollywood-Liebe unter einen Hut zu bringen. Burt Lancaster hat hier eine seiner schönsten Rollen.“ Das Lexikon des internationalen Films schrieb: „Aufwendig inszenierte, spannende und humorvolle Seeräubergeschichte. […] Abenteuerliches ‚Seemannsgarn‘, ein später Höhepunkt des Genres.“ Laut dem Lexikon Fischer ist Der rote Korsar eine „Mischung aus Münchhausiade und Eulenspiegelei“, „aus Tarzan, Jules Verne und Marx Brothers“. Glaubwürdigkeit und historische Treue würden dabei „sehr schnell als Ballast abgeworfen“.

## Trivia
Gegen Ende des Films, während der Ballon auf das Schiff zusteuert, sieht man hinter dem historischen Schiff eine moderne Fähre. Dies wurde offenbar beim Dreh übersehen und konnte somit nicht mehr herausgeschnitten werden.

## Soundtrack
- William Alwyn: The Crimson Pirate. Overture & Themes. Auf: The Film Music of William Alwyn, Vol. 2. Chandos, Colchester 2001, Tonträger-Nr. CHAN 9959 – digitale Neueinspielung von Auszügen der Filmmusik durch das BBC Philharmonic unter der Leitung von Rumon Gamba